# Alpine A110
Alpine A110, znan pod nazivom "Berlinette", bio je sportski automobil francuskog proizvođača automobila Alpine koji se proizvodio od 1961. do 1977. Model je predstavljen kao nasljednik modela Alpine A108. 
Na modelu iz 1961., kao uostalom i na drugim Alpine modelima, mnogi dijelovi, uključujući i motor su bili Renaultovi. A110 je dolazio s dva motora: 1.1 L R8 Major ili R8 Gordini. Gordini motor davao je 95 KS (71 kW) SAE pri 6500 okr/min. Kasnih 1960ih čelični R8 Gordini, zamijenjen je aluminijskim Renault 16 TS motorom. S duplim Weber 45 karburatorom, TS motor je razvijao 125 KS (93 kW) DIN pri 6000 okr/min, što je tvornički A110 1600S tjeralo da najveće brzine od 210 km/h (130 mph).
Automobil je slavu stekao tijekom 1970ih kao pobjednički reli automobil. Nakon što je 1960ih pobijedio na brojnim reli utrkama, pokazao se uspješnim u novoosnovnom međunarodnom prvenstvu za proizvođaće koje se je održavalo od 1970. do 1972. i koje je prethodilo svjetskom prvenstvu u reliju prvi put održanom 1973. Prve sezone je A110 1600S, u vozačkim rukama Bernard Darniche, Jean-Pierre Nicolas, Jean-Luc Thérier, te Jean-Claude Andruet osvojio svoj prvi i jedini naslov svjetskog prvaka u reliju.